# Short track ai XX Giochi olimpici invernali - 500 m maschile
La gara dei 500 m maschile di short track dei XX Giochi olimpici invernali è iniziata il 22 ed è terminata il 25 febbraio 2006 e si è disputata al Palazzo a Vela di Torino.

## Risultati

### Batterie

#### Batteria 1
| Class | Nome            | Nazione       | Tempo  | Note |
| ----- | --------------- | ------------- | ------ | ---- |
| 1     | Ahn Hyun-Soo    | Corea del Sud | 42.960 | Q    |
| 2     | Dariusz Kulesza | Polonia       | 42.960 | Q    |
| 3     | Tyson Heung     | Germania      | 43.572 |      |

#### Batteria 2
| Class | Nome                 | Nazione       | Tempo  | Note |
| ----- | -------------------- | ------------- | ------ | ---- |
| 1     | Éric Bédard          | Canada        | 42.480 | Q    |
| 2     | Jon Eley             | Gran Bretagna | 42.511 | Q    |
| 3     | Vyacheslav Kurginyan | Germania      | 43.183 |      |
| 4     | Alex McEwan          | Australia     | 45.173 |      |

#### Batteria 3
| Class | Nome                | Nazione    | Tempo  | Note |
| ----- | ------------------- | ---------- | ------ | ---- |
| 1     | Wim de Deyne        | Belgio     | 42.883 | Q    |
| 2     | Arian Nachbar       | Germania   | 43.006 | Q    |
| 3     | Volodymyr Grygoriev | Ucraina    | 43.583 |      |
| 4     | Matus Uzak          | Slovacchia | 45.173 |      |

#### Batteria 4
| Class | Nome                    | Nazione       | Tempo  | Note |
| ----- | ----------------------- | ------------- | ------ | ---- |
| 1     | Satoru Terao            | Giappone      | 42.607 | Q    |
| 2     | François-Louis Tremblay | Canada        | 42.779 | Q    |
| 3     | Cees Juffermans         | Paesi Bassi   | 42.849 | q    |
| 4     | Seo Ho-Jin              | Corea del Sud | DQ     |      |

#### Batteria 5
| Class | Nome            | Nazione     | Tempo    | Note |
| ----- | --------------- | ----------- | -------- | ---- |
| 1     | Li Juajun       | Cina        | 42.914   | Q    |
| 2     | Peter Darazs    | Ungheria    | 42.929   | Q    |
| 3     | Mikhail Rajine  | Russia      | 44.077   |      |
| 4     | Anthony Lobello | Stati Uniti | 1:13.722 |      |

#### Batteria 6
| Class | Nome            | Nazione       | Tempo  | Note |
| ----- | --------------- | ------------- | ------ | ---- |
| 1     | Lee Ho-Suk      | Corea del Sud | 42.676 | Q    |
| 2     | Li Haonan       | Cina          | 42.703 | Q    |
| 3     | Nicola Rodigari | Italia        | 42.819 | q    |
| 4     | Pieter Gysel    | Belgio        | 42.980 |      |

#### Batteria 7
| Class | Nome               | Nazione       | Tempo  | Note |
| ----- | ------------------ | ------------- | ------ | ---- |
| 1     | Apolo Anton Ohno   | Stati Uniti   | 42.836 | Q    |
| 2     | Roberto Serra      | Italia        | 43.120 | Q    |
| 3     | Takafumi Nishitani | Giappone      | 43.212 |      |
| 4     | Paul Stanley       | Gran Bretagna | 43.486 |      |

### Quarti di finale

#### Quarto di finale 1
| Class | Nome            | Nazione       | Tempo  | Note |
| ----- | --------------- | ------------- | ------ | ---- |
| 1     | Ahn Hyun-Soo    | Corea del Sud | 42.213 | Q    |
| 2     | Satoru Terao    | Giappone      | 42.471 | Q    |
| 3     | Cees Juffermans | Paesi Bassi   | 42.515 |      |
| 4     | Arian Nachbar   | Germania      | 42.605 |      |

#### Quarto di finale 2
| Class | Nome            | Nazione       | Tempo    | Note |
| ----- | --------------- | ------------- | -------- | ---- |
| 1     | Li Juajun       | Cina          | 43.105   | Q    |
| 2     | Nicola Rodigari | Italia        | 43.701   | Q    |
| 3     | Peter Darazs    | Ungheria      | 1:01.289 |      |
| 4     | Lee Ho-Suk      | Corea del Sud | 1:22.896 |      |

#### Quarto di finale 3
| Class | Nome          | Nazione       | Tempo  | Note |
| ----- | ------------- | ------------- | ------ | ---- |
| 1     | Éric Bédard   | Canada        | 42.267 | Q    |
| 2     | Jon Eley      | Gran Bretagna | 42.424 | Q    |
| 3     | Roberto Serra | Italia        | 42.773 |      |
| 4     | Li Haonan     | Cina          | DQ     |      |

#### Quarto di finale 4
| Class | Nome                    | Nazione     | Tempo  | Note |
| ----- | ----------------------- | ----------- | ------ | ---- |
| 1     | Apolo Anton Ohno        | Stati Uniti | 42.020 | Q    |
| 2     | François-Louis Tremblay | Canada      | 42.110 | Q    |
| 3     | Wim de Deyne            | Belgio      | 42.979 |      |
| 4     | Dariusz Kulesza         | Polonia     | DQ     |      |

### Semifinali

#### Semifinale 1
| Class | Nome                    | Nazione       | Tempo  | Note |
| ----- | ----------------------- | ------------- | ------ | ---- |
| 1     | François-Louis Tremblay | Canada        | 42.261 | QA   |
| 2     | Apolo Anton Ohno        | Stati Uniti   | 42.400 | QA   |
| 3     | Jon Eley                | Gran Bretagna | 42.650 | ADV  |
| 4     | Li Juajun               | Cina          | DQ     |      |

#### Semifinale 2
| Class | Nome            | Nazione       | Tempo  | Note |
| ----- | --------------- | ------------- | ------ | ---- |
| 1     | Ahn Hyun-Soo    | Corea del Sud | 41.826 | QA   |
| 2     | Éric Bédard     | Canada        | 41.950 | QA   |
| 3     | Satoru Terao    | Giappone      | 42.120 | QB   |
| 4     | Nicola Rodigari | Italia        | 42.131 | QB   |

### Finali

#### Finale A
| Class | Nome                    | Nazione       | Tempo  | Note |
| ----- | ----------------------- | ------------- | ------ | ---- |
|       | Apolo Anton Ohno        | Stati Uniti   | 41.935 |      |
|       | François-Louis Tremblay | Canada        | 42.002 |      |
|       | Ahn Hyun-Soo            | Corea del Sud | 42.089 |      |
| 4     | Éric Bédard             | Canada        | 42.093 |      |
| 5     | Jon Eley                | Gran Bretagna | 42.497 |      |

#### Finale B
| Class | Nome            | Nazione  | Tempo  | Note |
| ----- | --------------- | -------- | ------ | ---- |
| 1     | Satoru Terao    | Giappone | 42.377 |      |
| 2     | Nicola Rodigari | Italia   | 42.398 |      |